# Cat Bi Internationella flygplats
Cat Bi internationella flygplats (HPH) är en flygplats i Hai Phong, Vietnam. Flygplatsen kan ta emot medelstora flygplan som Airbus A321, Boeing 737, och har en kapacitet på 1700 000 passagerare per år.CAAV Flygplatsen byggdes ursprungligen av fransmän för militära ändamål.
2017 finns det regelbundna flygningar till Ho Chi Minh-staden, Hanoi, Da Nang, Buon Me Thuot, Pleiku, Phu Quoc, Dong Hoi, Nha Trang, Da Lat, Bangkok, Seoul, Guangzhou.